# 圣路易级重巡洋舰
圣路易级重巡洋舰（Saint-Louis class）是法国海军在二战间所提出的最后一个重巡洋舰计划，其设计基于1939年所提出的C5计划，在其基础上进一步扩大了船体并暂时被命名为圣路易级，圣路易级的计划随着1940年法国的沦陷而取消，甚至没有开始建造。

## 研发背景
由于伦敦海军条约规定3000吨以上的巡洋舰必须服役满20年后方可更迭，而法国海军设计并建造一艘巡洋舰的周期约为4-5年，为了取代届时预计退役的迪盖·特鲁安级轻巡洋舰，法国海军技术与建造部（STCN）于1939年春季开始了新的巡洋舰建造计划，30年代晚期，意大利皇家海军的快速发展和纳粹德国海军新下水的装备了203毫米舰炮的5艘希佩尔海军上将级让法国海军产生了很大的危机感，因此法国海军迫切需要更加先进，火力更加强悍的新型战舰。
自1926年开始建造科尔贝号开始，法国海军以“C”加上编号为巡洋舰命名，C1为科尔贝号，C2为福煦号，C3为迪普莱克斯号，C4为阿尔及利亚号，因此新计划被命名为C5。

### 设计与发展
虽然C5原始计划几乎没有留存，但是一份1939年5月12号的文件列出了两个可能的变种方案：C5A3计划和C5SA1计划。
A3计划装备有两架水上飞机和两具弹射器，而SA1计划取消了水上飞机和相关设备的安装。但二者的其余设计皆是基于阿尔及利亚号船型，如平甲板舰型和防护方式，C5计划最大的创新就是第一次采用了装备有三联装火炮的炮塔，这不仅使得C5的火力比起C4有所强化，还在强化单轮火力投射的情况下缩减了中心线所需长度（仅需三座炮塔），使得有更多空间来安放防空炮（SA1）或者进行水上飞机机库的扩大（A3）。
C5计划中还包括了全新的副炮和防空炮，分别为100mm Model 1933高平兩用砲和37mm Model 1935 ACAD 双管自动火炮。1933型高平两用炮是基于Model 1930的改良版本，但并未有过服役记录。ACAD 双管自动火炮的装备是为了取代射速过慢的Model 1925和CAIL Model 1933防空炮，前两者均需手动装填，而实现了自动化的ACAD防空炮理论射速可达到165-172轮/分，但该武器在法国投降前都未完成开发，仅有少数的原型被用于敦刻尔克大撤退中
，为地面部队提供防空火力掩护。
C5A3和C5SA1最大的区别在于对船体后部空间的使用，A3在这部分空间放置了两架卢瓦尔 130水上飞机和两座弹射器，两座弹射器中间的转台甚至可以让飞机在无需起重机的协助下直接移动至弹射器上，舰体两侧分别有一台起重机负责回收水上飞机。SA1由于没有飞机及相关设备，因此在A3的飞机设施位置放置了额外的两座ACAD防空炮和两座1933型高平两用炮，还和前型阿尔及利亚号一样装备了四座四联装13.2mm机枪，这不仅使得SA1的防空火力要强于A3，也让SA1相比A3多了约100吨的排水量，而且相比于A3，SA1增设的八座火炮和机枪需要更多的人员来操控。

### 圣路易级计划的诞生与流产
1939年9月1日，第二次世界大战爆发，所有在短期内无法完成建造的舰船均被停工，其中也包括了C5计划，到了1940年1月23日，高层批准了基于C5计划直接进行更大排水量（13000吨）的新型重巡洋舰设计。来自1940年4月1日的海军法令要求建造三艘基于该新型设计的重巡洋舰，与这三艘一起的还有两艘排水量40000吨的战列舰（阿尔萨斯级）,一艘轻巡洋舰，六艘超级驱逐舰（法语：Destroyer），十六艘驱逐舰和六艘潜艇，5月27日又将那艘轻巡洋舰取消，增加六艘超级驱逐舰，并将重巡洋舰的排水量提高到了14770吨。
新型重巡洋舰的命名在1940年5月15日的一份文件中提供了较为可靠的参考：圣路易，亨利四世，查理曼，布雷努斯，查理马特和维钦托利。但由于1940年法国的战败，关于圣路易级所有的工程都被迫中止，无法确定最终的装甲布局和动力细节。

## 文化衍生作品
在战游网发行运营的3D大型多人在线角色扮演射击游戏《战舰世界》中，法国巡洋舰科技树的VIII级战舰查理马特和IX级战舰圣路易（又译路易九世），设计均基于历史上的C5A3计划和圣路易级，但二者均有装备美制的20毫米厄利孔防空炮和40毫米博福斯防空炮，圣路易在升级后还可装备从未出现在历史计划中的100毫米 Model 1945火炮。而中國智能手机遊戲《碧藍航線》與戰艦世界的第一次聯動活動當中，亦讓路易九世號以沿用相關資料的艦娘登場，被歸類為自由鳶尾陣營。

## 脚注
1. ↑  Jourdan et al.
2. ↑  . NavWeapons.   [19 August 2019]. （原始内容存档于2020-02-20）.
3. ↑  DiGiulian, Tony. . NavWeaps.   [2020-08-28]. （原始内容存档于2020-02-03）.
4. ↑  Jourdan et al.

## 外部連結
- （英文） Naval Guns of France（页面存档备份，存于）